# 적도 잠류

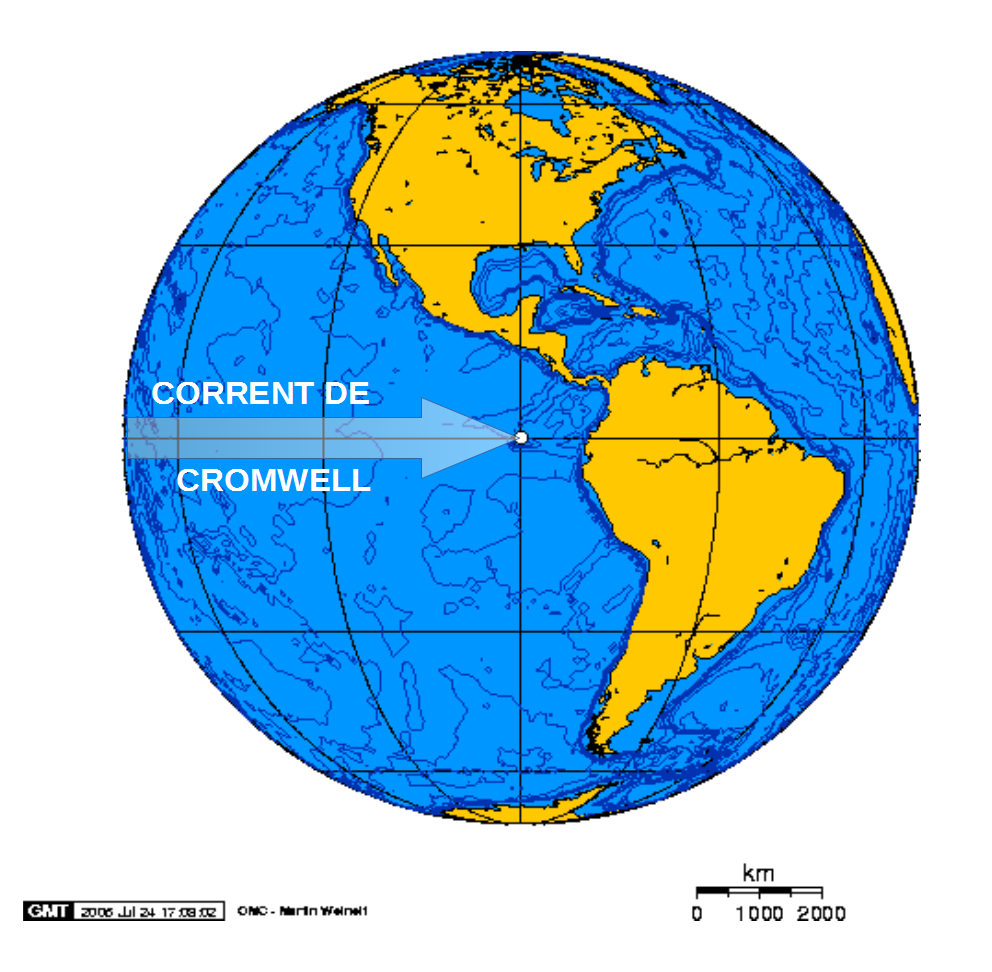

적도잠류(赤道潛流)는 태평양의 적도를 따라 수면 수백미터 아래에서 동쪽으로 흐르는 해류이다. 적도 바로 밑에서는 남적도 해류가 서쪽으로 흐르고, 마찬가지로 북쪽을 북적도 해류가 서쪽으로 흐르며 사이에 적도 반류가 동쪽으로 흐르고 있다. 그런데 해양 관측이 발달함에 따라 적도 바로 밑의 하층을 역시 동쪽으로 흐르는 흐름이 있다는 것이 밝혀졌다. 유속은 1-3노트나 되며, 유량은 매초 3000만t에 달한다. 발견자의 이름을 따 크롬웰cromwell 해류라 하기도 한다.